# Carex barbarae
Carex barbarae Dewey es una especie de planta herbácea de la familia de las ciperáceas.

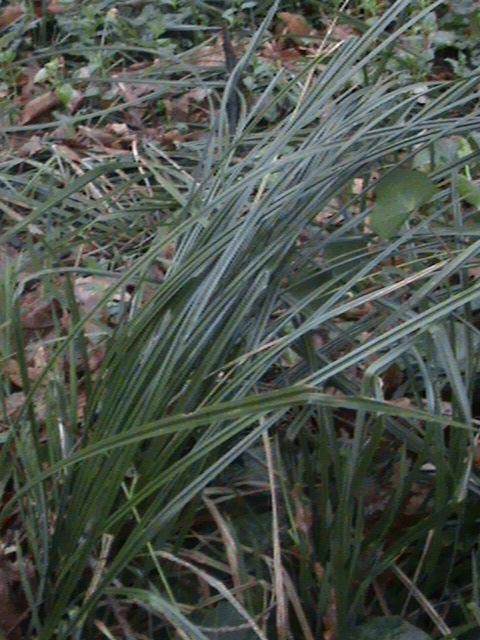
Vista de la planta

## Descripción
Esta juncia con pelos en los tallos alcanza hasta un metro de altura o ligeramente más alto, pero no se encuentra en grupos. Las hoja son duras y estrechas con manchas de color rojo o púrpura en las vainas basales. La inflorescencia es erecta y produce espigas caídas de hasta aproximadamente 8 centímetros de largo con una bráctea asociada larga. Los frutos se recogen en un saco llamado perigynium que es de color marrón oscuro a rojo y, en ocasiones, con manchas, coriáceo y duro, y a veces dentado con la punta peluda. La planta madura rara vez está en una fase de fructificación, con la mayoría de los individuos restantes estériles.

## Usos
Partes de esta juncia se utilizaron en la cestería y costura de fibra de los nativos de California tales como los Maidu y Pomo.

## Distribución y Hábitat
Es nativa de California y Oregón, en el que crece en la temporada lluviosa y húmeda , en lugares como las riberas de los ríos y praderas.

## Taxonomía
Carex barbarae fue descrita por Chester Dewey y publicado en Report on the United States and Mexican Boundary . . . Botany 2(1): 231. 1859.
Etimología
Ver: Carex
barbarae; epíteto latino que significa "extrajera".
Sinonimia
- Carex laciniata Boott (1867).
- Carex lacunarum T.Holm (1903).[5][6]